# Beek (Berg en Dal)
Beek ist ein Ort in der niederländischen Gemeinde Berg en Dal. Dort leben zurzeit rund 3615 Einwohner (Stand: 1. Januar 2024).

## Geographie
Die Ortschaft Beek liegt im Osten der Niederlande in unmittelbarer Nähe zur deutsch-niederländischen Grenze. Auf deutscher Seite befinden sich Wyler und Zyfflich, Ortsteile der Gemeinde Kranenburg. Beek erstreckt sich zwischen der Hügellandschaft im Süden, dem Ooijpolder, und dem Flachland im Norden. Südlich des Dorfes erheben sich die Hügel Boterberg und Wylerberg, die Teil des Niederrheinischen Höhenzuges sind.

## Geschichte
Erste Siedlungsspuren konnten am nordöstlichen Ortsrand von Beek schon für die Römerzeit nachgewiesen werden.
Bis 1817 war Beek eine eigenständige Gemeinde, bestehend aus den Dörfern Beek, Ubbergen und Nederrijkswald. Mit Wirkung zum 1. Januar 1818 wurde sie mit der Gemeinde Ooij en Persingen zur neuen Gemeinde Ubbergen zusammengeführt. 2007 wurde Beek-Ubbergen zum grünsten Dorf der Niederlande gewählt. Beek blieb bis zum 31. Dezember 2014 Teil der Gemeinde Ubbergen und wurde als Beek-Ubbergen bezeichnet. Am 1. Januar 2015 wurde Ubbergen mit der Gemeinde Groesbeek fusioniert, die am 1. Januar 2016 nach Volksentscheid in Berg en Dal umbenannt wurde.

## Politik
Bis zum 1. Januar 2015 war Beek der Hauptort der Gemeinde Ubbergen, die mit Groesbeek und Millingen aan de Rijn zur neuen Gemeinde Groesbeek fusionierte. Ein Bürgerreferendum sollte zwischen Berg en Dal und Groesbeek über den neuen Namen der Gemeinde entscheiden. Dabei stimmten 50,8 % der Wähler für den Gemeindenamen Berg en Dal, der zum 1. Januar des Folgejahres offiziell geändert wurde.

## Sehenswürdigkeiten

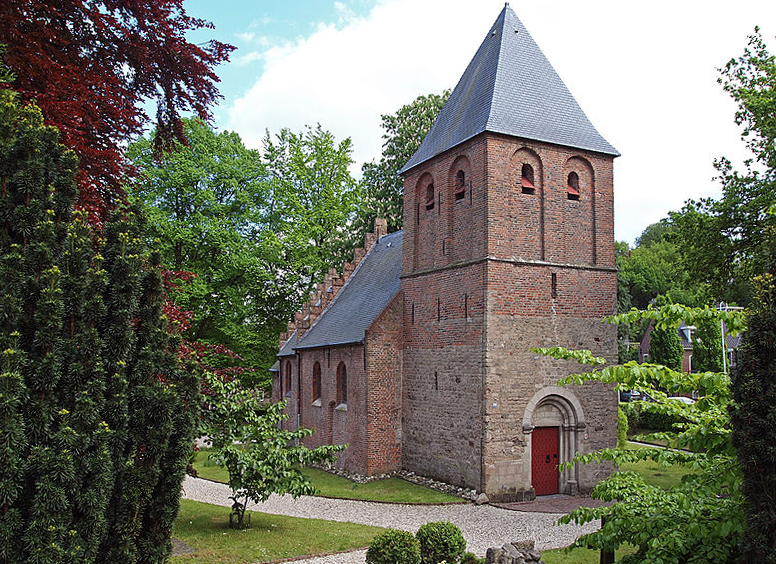
Bartholomeuskerkje

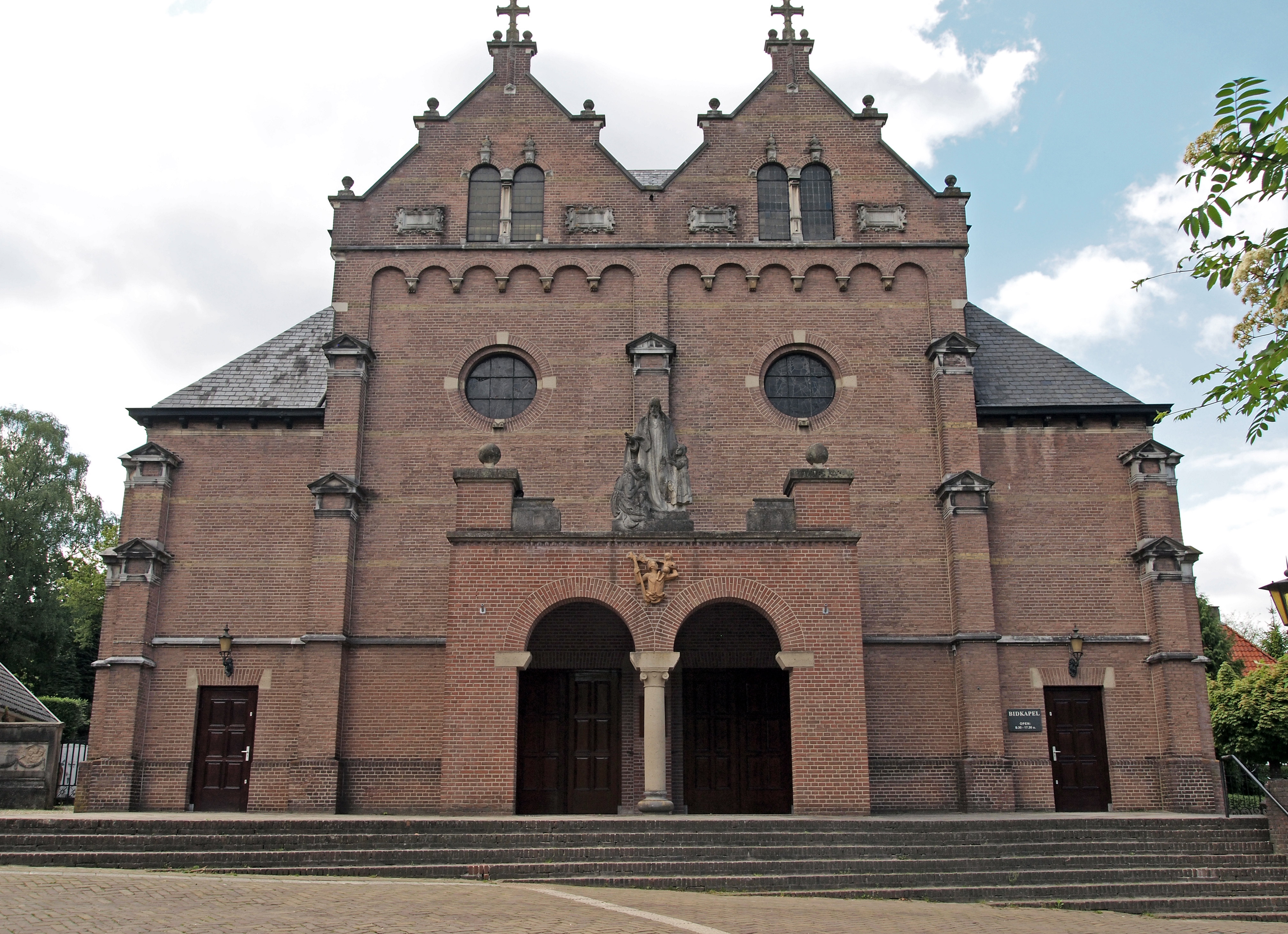
Sint-Bartholomaeuskerk

Auf dem Gebiet der Ortschaft befinden sich insgesamt 17 Rijksmonumenten („Reichsmonumente“ im Sinne von Nationaldenkmälern) und über 50 Gemeentelijk monumenten („Gemeindedenkmäler“ von lokaler oder regionaler Bedeutung). Bei der überwiegenden Mehrheit handelt es sich um sichtbare Baudenkmale.
- Zuerst müssen das kleine Bartholomeuskerkje[5] (erste urkundliche Erwähnung 1286) und die spätere Sint-Bartholomaeuskerk[6] (erbaut 1826) erwähnt werden.
- Eine Besonderheit ist das heute Salmhuisje genannte Straßenbahnschutzhaus, das zum Gut Stollenberg gehörte. Wie das Anwesen selbst wurde auch dieses Straßenbahnhaus 1892 vom Amsterdamer Architekten Abraham Salm entworfen. Verschiedene Gebäudemodule des Schutzhauses waren in der Schweiz vorgefertigt und dann in Beek montiert worden.[7]
- Auf dem Bosweg befindet sich die 1898 erbaute Villa Severen des Nimwegener Architekten Derk Semmelink mit verschiedenen Jugendstilelemente. Die Villa „Severen“ wurde mehrere Jahre lang von dem Sinologen, Diplomaten und Autor Robert van Gulik bewohnt.
- Nicht zuletzt sollten die insgesamt sechs Villen, die der Nijmegener Architekt Oscar Leeuw entworfen hat, genannt sein. Fünf davon konzentrieren sich auf der Straße Ravensberg.

## Verkehr

### Straßenverkehr
Nördlich des Ortszentrums verläuft der Provinciale weg 325, der vom Grenzübergang Wyler über Nijmegen nach Arnhem führt. In östlicher Richtung geht die Provinzialstraße in die Bundesstraße 9 über, worüber man Kranenburg und Kleve erreicht. Im Norden von Beek erstreckt sich der Provinciale weg 840, der die Ortschaft mit Leuth, Kekerdom und Millingen aan de Rijn, die ebenfalls der Gemeinde Berg en Dal unterstellt sind, verbindet.

### Busverkehr
Unter dem Markennamen Breng, der Teil des niederländischen Verkehrsunternehmens Hermes ist, verkehren in Beek die Linien 57 und 80 sowie ein Bürgerbus (niederländisch buurtbus) der Linie 562. Busse der Linie 57 fahren vom Bürgermeisteramt in Kranenburg über Wyler und Beek zum Hauptbahnhof in Nijmegen. Durch Beek führt ebenfalls die Linie 80, die Millingen mit Kekerdom, Leuth, Erlecom, Ooij, Beek, Ubbergen und Nijmegen verbindet. Der Bürgerbus 562 bringt die Fahrgäste von Beek über Berg en Dal und Groesbeek nach Malden in der Gemeinde Heumen. Aus deutscher Richtung wird eine Buslinie der NIAG durch Beek geleitet. Die Buslinie SB58 verläuft vom Bahnhof Emmerich über den Bahnhof Kleve durch den Ort Beek zum Hauptbahnhof Nijmegen.

## Sport
Der in Beek ansässige Fußballverein BVC ’12 (Beekse Voetbalclub 1912) spielt in der Saison 2018/19 sonntags in der sechsthöchsten Liga der Niederlande, der Eerste Klasse, und samstags in der Vierde Klasse, der neunthöchsten Liga. Seine Heimspiele trägt der Club im Sportpark ’t Groothuis aus, der zwischen dem Provinciale weg 325 und dem Wylerbergmeer liegt. Angrenzend ist der 1968 gegründete Tennisverein TV De Oorsprong beheimatet.

## Persönlichkeiten
- Sebastiaan Peter Cornelis Tromp (1889–1975), römisch-katholischer Theologe und Jesuit
- Pyke Koch (1901–1991), Kunstmaler